# ベシキ
ベシキ（グルジア語: ბესიკი）、本名:ヴィッサリオン・サカリアス・ゼ・ガバシュビリ（グルジア語: ბესარიონ ზაქარიას ძე გაბაშვილი、1750年 - 1791年1月25日）とは、グルジアの詩人、政治家、外交官である。

## 生涯

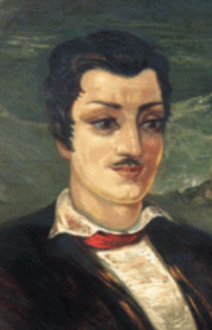
本人の肖像画

ベシキは1750年にカルトリ王国の首都であったトビリシにて、パレスチナの古代都市・ギブオンにルーツを持つと言われている名家の家系で生まれ育った。ベシキは自身の詩の中で、ガバシュビリの別表現であるガバオーニ（Gabaoni）という姓を頻繁に用いた。
父であるザカリアは、グルジア正教会の司祭であり、テイムラズ2世の証聖者であったものの、1764年に破門、追放された。しかし、この時ベシキはエレクレ2世に王室に留まることを許可された上で教育を受け、ミンストレルとしての人生を歩み始めた。初期の詩のスタイルは、ペルシアの詩と、年上の同期であり多言語話者のアルメニア人詩人であったサヤト＝ノヴァから影響を受けた。ベシキは若い頃から、主に自身の詩における風刺、特に当時のカトリコスであったアントン1世への侮辱表現により、王室内に多くの敵を作った。1777年にアントン1世に不信心であると非難された。アントン1世はベシキを反キリスト派とし、王に告発した。その結果、ベシキはトビリシから追放され、当時グルジア西部にあったイメレティ王国へと移動しなければならなかった。イメレティ王国にてソロモン1世に歓迎され、宰相に任命された。ソロモン1世の死後、ベシキは王位継承戦争に関与し、次期国王となったソロモン2世の下で外交官を務めた。ベシキは、自身がここでも王室の騒動に巻き込まれていることに気づいた。ベシキは、露土戦争中にイメルティ王国をロシアに保護してもらうことを目的とした危険な任務のために、ロシア帝国へ向かうようソロモン2世に命じられた。ベシキがソロモン2世の2人の妻に向けてトルバドゥールとしての愛情を向けたことが任務を命じられた理由ではないかと推測されている。その後3年間、オスマン帝国に対する戦いにてロシアの陸軍元帥であったグリゴリー・ポチョムキンに同行し、1791年1月25日にモルダヴィア公国（現・ルーマニア）のヤシにて突然死した。ベシキは同地にて埋葬された。
2019年に死没地であるヤシに、ベシキの胸像が設置された。

## 作品
ベシキは激動の人生を歩みつつ生涯をかけて国外を回ったため、多くの原稿が消失している。ベシキは出版することなく生涯を閉じたものの、死後何十年にも渡って数百にも及ぶ原稿の写本が流通した。そのため、ベシキの作品の題名と注釈は写本の製作者によるものである可能性も示唆されている。
ベシキの作品の中でも最高傑作である『სევდის ბაღს შეველ（悲しみの庭に入る）』や『მე მივხვდი მაგას შენსა ბრალებსა（私は非難を理解した）』、『შაშვნი შავნი（黒い鳥達）』、特に『ტანო ტატანო（美人の背丈）』や『დედოფალს ანაზედ（アナ女王へ）』は、情熱的で、時には憂鬱な色彩や優雅な語調によるはっきりとした色っぽい愛情を表現しているのが特徴である。ベシキは『アスピンザの戦いにおいて』にて、1770年に起きたアスピンザの戦いでのカルトリ・カヘティ王国軍の勇敢さを称え、詩の才能を持ち、王国軍の前衛司令官であったデイビット・オルベリアニを賛美した。同時に、この詩においてベシキは戦いの直前に同盟を破棄した、ロシア帝国の司令官であったトートレーベンを写実的に非難した。また、ベシキは風刺的な詩も極めており、例として『რძალ-დედამთილიანი（義母と義理の娘）』や『ჭაბუა ორბელიანზე（チャブア・オルベリアニへ）』が挙げられる。これらの詩は作詞、作曲における新しい手法を利用して作られ、新しい比喩によってグルジア王朝の詩を刷新し、豊かにする新しい言葉を生み出した。